# 32111钻井队

1966年10月1日，32111钻井队代表王有发在天安门城楼上受毛泽东接见

32111钻井队是中华人民共和国四川省石油管理局下辖的一支钻井队，无产阶级文化大革命期间因在火灾中抢救气井而被中国共产党认定为英雄模范集体。
1966年6月22日，位于四川省江津县塘河公社的泸州气矿塘河1号井在进行钻井试压过程中突发大火，32111钻井队全队干部职工及家属紧急救火，最终火被扑灭，气井得以保存。救火过程中有6人遇难（均为中共党员）、21人负伤。事后，32111钻井队被石油工业部党委授予“无产阶级革命英雄主义钻井队”称号，其事迹得到中国共产党的宣传和高度赞扬。

## 事迹

### 背景
中华人民共和国成立后，石油资源较为匮乏。1965年，按照中共中央和党主席毛泽东的指示，四川开展“石油大会战”，号召在四川拿下“第二个大庆油田”，并从大庆、克拉玛依、玉门等油田调来人员，开始在四川多地“开气找油”。32111钻井队是本次“石油大会战”的主要队伍之一，其在业务上隶属四川石油管理局泸州气矿区，1965至1966年进驻四川省泸州市合江县与江津地区江津县交界地带，1966年2月在塘河乡上塘村钻探出全川第一口高产高压大气井“塘一井”。

### 救火经过
1966年6月22日凌晨1时，32111钻井队正在进行投产前最后的关井测压，准备放喷测试。此时气井压力突然急剧上升，井口的一根无缝出气钢管突然爆炸，从爆炸口喷出高压天然气流，卷起地上碎石泥土射向钻机和柴油机房，并燃起大火，形成一片宽50多米、高30多米的火海，将井口、柴油机房包围。40多米高的钢铁井架5分钟之内便被烧倒，柴油机被熔成铁砣，几十米远山上的岩石被烧红，树木被烧成灰，整个天然气田面临毁灭的危险。
32111钻井队全队职工和家属迅速赶赴现场，准备灭火、抢救工人。由于温度很高，喷射进去的水即刻蒸发，救火效果甚微。此时副司钻、副班长张永庆试图穿过火场，强行打开4、5、8号闸门将天然气引出场外，减弱火势，但在穿过大火中的爆破口时被气流冲倒在两丈外的大火中身亡。跟随张永庆进入火场的副司钻王平试图走向4号门，但在井架下被火浪击倒。王平抓住井架上的角铁，再次向前，直到身亡。爆炸发生时，罗华太正在监测压力表，吴中启在机器房值班，他们瞬间被大火包围。在罗华太、吴中启带领下，看守1号闸门的邓木全和看守2号闸门的王祖明在大火中双手握住手轮直到身亡。随后，火场外人员顶着湿棉被冲进火海，试图堵住火口。中共江津县委得知情况后，紧急指示当地中共党委和政府组织民兵、群众支援，并紧急上报。经过众人不断努力，8号、5号闸门放喷，天然气被引出井场，随后，队员顶着湿棉被湿棉衣，手持管钳，转动了已烧变形的3号闸门手轮，切断了爆破口气源。此后井场火势逐渐减弱，但爆破口仍有火力，存在爆炸的危险，十多名队员抱着湿棉被再次冲向火海试图堵住火口。经过30分钟，这场火灾被完全扑灭，该气井得以保存。
在救火行动中，张永庆、王平、罗华太、吴中启、王祖明、邓木全6人遇难，21名中共党员和群众负伤（一说22人负伤）。6月24日，中共中央西南局建设委员会致电慰问。

### 表彰和宣传
1966年9月26日，《人民日报》发表社论《毛泽东思想是革命人民的灵魂》，赞誉32111钻井队是“集体的黄继光，集体的邱少云，集体的欧阳海，集体的麦贤得”，同日，新华社播发了《人民日报》通讯员及记者、新华社记者联合采写的长篇通讯《毛泽东思想指挥我们战斗——记32111无产阶级革命英雄主义钻井队血战火海的勇士们》。32111队人员的照片、美术工作者赶绘的宣传画、连环画等，由新华社发给各报刊载，《解放军报》、《中国青年报》、中央人民广播电台等数十家新闻媒体同时报道了32111钻井队的事迹。1966年国庆节前夕，应邀参加国庆观礼的32111钻井队代表作为“毛主席的客人”住进中南海。9月29日下午，周恩来、陶铸、康生等党和国家领导人接见了石油战线代表。32111队的彭家治、王有发等人与大庆油田的“铁人”王进喜等一起受到接见。30日晚，32111队人员出席了国务院总理周恩来举行的国宴。10月1日，在庆祝中华人民共和国成立17周年大会上，32111钻井队工人代表王有发登上天安门城楼受到毛泽东接见，并作为全国工人阶级代表作大会发言。毛泽东与之交谈，并对32111钻井队和驻地人民保护国家财产的行为给予高度评价和赞扬。10月4日上午，32111钻井队代表在首都工人体育场举行首场报告会。大会开始时，32111队人员举红旗和石油工业部党委颁发的“无产阶级革命英雄主义钻井队”锦旗，绕场一周。此后，多地、多部门的各级党委都开展了学习32111钻井队的活动。
32111钻井队的井场被誉为“英雄阵地”，该队遇难的张永庆等6人被认定为烈士，并追授该队已遇难6人及授予在“血战火海”中“表现突出”的彭家治等7人“石油工业部五好标兵”称号，授予牟茂修“五好家属标兵”称号，授予李治国等16人“石油工业部五好职工”称号。

### 卷入文革
当时正值文化大革命兴起时期，32111钻井队也开展了一系列政治活动（例如，被新华社通讯列在首位的张永庆在此前曾被“划入另册”，列为不可靠的类别），并在之后建立造反组织，陷入当地派系斗争，后来内部成员分化。

## 纪念
1967年3月10日，为宣传32111钻井队的事迹，中华人民共和国邮电部发行了一套《向32111英雄钻井队学习》纪念邮票（编号“纪124”），全套3枚。采用董辰生原画，刘硕仁设计，面值均为8分。票幅规格(404)(406)为30毫米×40毫米，(405)为52毫米×31毫米。发行量(404)1000万枚，(405)(406)600万枚，由北京邮票厂印制。
四川省泸州市合江县于1966年建立了32111钻井队烈士陵园，将遇难者安葬于此。该地现为泸州市文物保护单位。1966年12月，江津县塘河公社太平大队（今江津区塘河镇石龙门村上坪经济合作社）建立了32111钻井队英雄事迹陈列室。